# ドー・ホイカン
ドー・ホイカン（杜 凱琹、粤拼:Dou6 hoi2kam4、Doo Hoi Kem、と がいきん、1996年11月27日 - ）は、香港の女子卓球選手である。右シェーク裏裏ドライブ型。
Tリーグの木下アビエル神奈川に所属していた。

## 来歴
7歳の時に卓球を始め、将軍澳カトリック小学校、協恩中学と進学、2010年から国際ユース大会に香港代表として出場し始め、アジアジュニア卓球選手権大会と世界ジュニア卓球選手権メダルを数度にわたり獲得した。
2015年世界卓球選手権において優勝した黄鎮廷とのコンビのミックスダブルスで銅メダルを獲得した。
2016年4月13日に香港で開催された2016年リオデジャネイロオリンピックアジア予選の東アジア地区ベスト16では、劉詩雯をゲームカウント4-2で撃破した。
リオデジャネイロオリンピックでは女子シングルスと女子団体に出場した。シングルスでは4回戦で中国の丁寧にあたり、ゲームカウント0-4で敗退、団体では準々決勝でドイツに敗れた。
2018年12月4日から木下アビエル神奈川でプレイした。
2019年の世界選手権個人戦では4回戦で石川佳純を破りベスト8に入っている。
2021年の東京オリンピックでは女子団体で銅メダルを獲得した。

## 主な戦績
2014年
- ユースオリンピック競技大会 卓球女子シングルス準優勝、団体3位

2015年
- 第53回世界卓球選手権蘇州大会 混合ダブルス 3位（黄鎮廷ペア）

2016年
- ITTFワールドツアー・ハンガリーオープン 女子シングルス 3位
- リオデジャネイロオリンピック 女子団体 第５位

2018年
- 女子ワールドカップ 団体準優勝
- アジア競技大会 団体準優勝

2019年
- 世界選手権 シングルス ベスト8
- ITTFワールドツアー・中国オープン 混合ダブルス 準優勝

2021年
- 東京オリンピック 女子団体 銅メダル

## 受賞
- 香港優秀選手選挙

「香港の傑出した青少年アスリート」（2014年）
「香港の最優秀スポーツチーム」 - 卓球香港代表（ミックスダブルスチーム）（2015年、2017年 - 計2回選出）
- Tリーグ特別賞（2021年）[12]

## 脚註